# Body Feels EXIT
《Body Feels EXIT》，是日本女歌手安室奈美惠以單獨名義發行的第3張單曲和成名作。1995年10月25日發行。

## 簡介
- 是安室奈美惠從東芝EMI轉籍到avex之後發行的首張單曲。也是安室首次和小室哲哉合作的作品。在前唱片公司東芝EMI發行的原創專輯《DANCE TRACKS VOL.1》之後9天即發售這張單曲。

- 歌曲被用作安室親自出演的TAITO家庭式卡拉OK產品「X-55」的電視廣告歌。

- 《Body Feels EXIT》被認為是安室的成名歌曲。雖然未能取得Oricon公信榜週冠冠軍，排行第3位，但已經是安室當時所取得的最高排名。而且還出乎意料地成為1995年11月度的單曲銷量冠軍。Oricon統計總銷量達88.2萬張，是1995年日本單曲銷量第70位[1]，1996年的第83位[2]。總出貨量突破100萬張，是安室首張出貨量百萬單曲。[3]

- 雖然發行當時安室已是個人歌手姿態，惟SUPER MONKEY'S其餘四位成員 (即現MAX成員) 依然在安室背後擔任舞者。

## 收錄曲目
作詞、作曲、編曲：小室哲哉
1. Body Feels EXIT (ORIGINAL MIX)
2. Body Feels EXIT (X-TENDED MIX)
3. Body Feels EXIT (FKB MIX)
Remixed by FKB
4. Body Feels EXIT (ORIGINAL KARAOKE)

Mixed by Dave Ford (Track 1, 2, 4)